# ありがとう、トニ・エルドマン
『ありがとう、トニ・エルドマン』（Toni Erdmann）は、マーレン・アデ監督・脚本・製作による2016年のドイツ・オーストリアのコメディドラマ映画である。
第69回カンヌ国際映画祭でプレミア上映され、『サイト&サウンド』を始めとする多くの映画誌で2016年のベストに選ばれた。
第29回ヨーロッパ映画賞では作品賞（女性監督の作品としては史上初）、監督賞、脚本賞、男優賞、女優賞の5部門を制した。他に欧州議会ラックス賞も獲得し、さらに第89回アカデミー賞外国語映画賞にはドイツ代表作としてノミネートされた（イラン代表の『セールスマン』に敗れる）。

## キャスト
- ヴィンフリート/トニ・エルドマン: ペーター・ジモニシェック（英語版）
- イネス: ザンドラ・ヒュラー
- アンカ: イングリット・ビス（英語版）
- ヘンネベルク: ミヒャエル・ヴィッテンボルン（ドイツ語版）
- ゲラルロ: トーマス・ロイブル（ドイツ語版）
- ティム: トリスタン・ピュッター（ドイツ語版）
- タチアナ: ハーデヴィッフ・ミニス（オランダ語版）
- ステフ: ルーシー・ラッセル（英語版）
- イリエスク: ヴラド・イヴァノフ（英語版）
- フラヴィア: ヴィクトリア・コチアシュ

## 公開
ワールド・プレミアは第69回カンヌ国際映画祭で行われた。もともとはある視点部門での上映が予定されていたが、4月の記者会見前夜にアデ監督とプロデューサーの元にパルム・ドールの資格があるコンペティション部門に変更となったことを知らせるメールが届いた。直後にソニー・ピクチャーズ クラシックスとソーダ・ピクチャーズがそれぞれアメリカ合衆国・ラテンアメリカとイギリスでの配給権を獲得した。
カンヌの後は2016年6月23日にミュンヘン国際映画祭、6月15日にシドニー映画祭、7月3日にカルロヴィ・ヴァリ国際映画祭、9月2日にテルライド映画祭、9月8日にトロント国際映画祭、10月2日にニューヨーク映画祭、10月8日にロンドン映画祭で上映された。
ドイツでは2016年7月14日、オーストリアでは7月15日、スイスでは7月21日、アメリカ合衆国では12月25日に一般公開された。

## 評価

### 興行収入
ドイツでは2016年7月14日に封切られ、年内で75万2000人を動員した。これは2016年のドイツ公開映画で40位の成績である。

### 批評家の反応
批評家には概ね好評されており、レビュー・アグリゲータ・ウェブサイトRotten Tomatoesでは172件のレビューで支持率は92%、平均点は8.3/10となっている。またMetacriticでは36件のレビューに基づいて加重平均値は93/100となっている。
フランスの『カイエ・デュ・シネマ』誌では年間1位を獲得した。イギリスの映画誌『サイト&サウンド』もまた世界163件の評論家の調査に基づいて2016年のベストに選んだ。アメリカの『フィルム・コメント』誌でも2016年のベストとなった。『ニューヨーク・タイムズ』の主任映画評論家のA・O・スコットとマノーラ・ダルジスも自信らの年間リストにこの映画を含めた。

### 受賞とノミネート
『ありがとう、トニ・エルドマン』は第69回カンヌ国際映画祭のコンペティション部門で上映され、FIPRESCI賞を獲得した。
2016年8月、女性の映画監督による作品としては史上初めてFIPRESCIのグランプリを獲得した。
2016年11月、欧州連合内でのヨーロッパ映画普及促進を目的とする欧州議会ラックス賞を獲得した。
| 受賞とノミネートの一覧               | 受賞とノミネートの一覧 | 受賞とノミネートの一覧       | 受賞とノミネートの一覧                                                           | 受賞とノミネートの一覧 | 受賞とノミネートの一覧 |
| 賞                                   | 授賞式                 | 部門                         | 対象                                                                             | 結果                   | 参照                   |
| ------------------------------------ | ---------------------- | ---------------------------- | -------------------------------------------------------------------------------- | ---------------------- | ---------------------- |
| アカデミー賞                         | 2017年2月26日          | 外国語映画賞                 | マーレン・アデ                                                                   | ノミネート             | [ 39 ] [ 40 ]          |
| EDA賞                                | 2016年12月21日         | 非英語作品賞                 | マーレン・アデ                                                                   | ノミネート             | [ 41 ] [ 42 ]          |
| オースティン映画批評家協会           | 2016年12月28日         | 外国語映画賞                 | 『ありがとう、トニ・エルドマン』                                                 | ノミネート             | [ 43 ] [ 44 ]          |
| 英国アカデミー賞                     | 2017年2月12日          | 非英語作品賞                 | 『ありがとう、トニ・エルドマン』                                                 | ノミネート             | [ 45 ]                 |
| 英国インディペンデント映画賞         | 2016年12月4日          | 外国インディペンデント映画賞 | マーレン・アデ、ヨナス・ドルンバッハ、ヤニーネ・ヤツコフスキ、ミヒェル・メルクト | ノミネート             | [ 46 ]                 |
| ブリュッセル映画祭                   | 2016年6月24日          | ゴールデンアイリス賞         | マーレン・アデ                                                                   | 受賞                   | [ 47 ]                 |
| ブリュッセル映画祭                   | 2016年6月24日          | RTBF TV Prize for Best Film  | マーレン・アデ                                                                   | 受賞                   | [ 47 ]                 |
| ブリュッセル映画祭                   | 2016年6月24日          | 脚本賞                       | マーレン・アデ                                                                   | 受賞                   | [ 47 ]                 |
| カンヌ国際映画祭                     | 2016年5月22日          | FIPRESCI賞                   | マーレン・アデ                                                                   | 受賞                   | [ 35 ]                 |
| カンヌ国際映画祭                     | 2016年5月22日          | パルム・ドール               | マーレン・アデ                                                                   | ノミネート             | [ 35 ]                 |
| セザール賞                           | 2017年2月24日          | 外国映画賞                   | 『ありがとう、トニ・エルドマン』                                                 | ノミネート             | [ 48 ]                 |
| シカゴ映画批評家協会                 | 2016年12月15日         | 外国語映画賞                 | 『ありがとう、トニ・エルドマン』                                                 | ノミネート             | [ 49 ]                 |
| クリティクス・チョイス・アワード     | 2016年12月11日         | 外国語映画賞                 | 『ありがとう、トニ・エルドマン』                                                 | ノミネート             | [ 50 ]                 |
| ダラス・フォートワース映画批評家協会 | 2016年12月13日         | 外国語映画賞                 | 『ありがとう、トニ・エルドマン』                                                 | 2位                    | [ 51 ]                 |
| デンバー映画批評家協会               | 2017年1月16日          | 外国語映画賞                 | 『ありがとう、トニ・エルドマン』                                                 | 受賞                   | [ 52 ]                 |
| ドリアン賞                           | 2017年1月26日          | 外国語映画賞                 | 『ありがとう、トニ・エルドマン』                                                 | ノミネート             | [ 53 ]                 |
| ヨーロッパ映画賞                     | 2016年12月10日         | 作品賞                       | 『ありがとう、トニ・エルドマン』                                                 | 受賞                   | [ 54 ]                 |
| ヨーロッパ映画賞                     | 2016年12月10日         | 監督賞                       | マーレン・アデ                                                                   | 受賞                   | [ 54 ]                 |
| ヨーロッパ映画賞                     | 2016年12月10日         | 脚本賞                       | マーレン・アデ                                                                   | 受賞                   | [ 54 ]                 |
| ヨーロッパ映画賞                     | 2016年12月10日         | 男優賞                       | ペーター・シモニシェック                                                         | 受賞                   | [ 54 ]                 |
| ヨーロッパ映画賞                     | 2016年12月10日         | 女優賞                       | サンドラ・フラー                                                                 | 受賞                   | [ 54 ]                 |
| フロリダ映画批評家協会               | 2016年12月23日         | 外国語映画賞                 | 『ありがとう、トニ・エルドマン』                                                 | ノミネート             | [ 55 ]                 |
| ゴールデングローブ賞                 | 2017年1月8日           | 外国語映画賞                 | 『ありがとう、トニ・エルドマン』                                                 | ノミネート             | [ 56 ]                 |
| ゴールデン・ビートル賞               | 2017年1月23日          | 外国映画賞                   | 『ありがとう、トニ・エルドマン』                                                 | ノミネート             | [ 57 ]                 |
| ヒューストン映画批評家協会           | 2017年1月6日           | 外国語映画賞                 | 『ありがとう、トニ・エルドマン』                                                 | ノミネート             | [ 58 ] [ 59 ]          |
| インディペンデント・スピリット賞     | 2017年2月25日          | 国際映画賞                   | 『ありがとう、トニ・エルドマン』                                                 | 受賞                   | [ 60 ]                 |
| インディワイヤ批評家投票             | 2016年12月19日         | 作品賞                       | 『ありがとう、トニ・エルドマン』                                                 | 4位                    | [ 61 ]                 |
| インディワイヤ批評家投票             | 2016年12月19日         | 監督賞                       | マーレン・アデ                                                                   | 3位                    | [ 61 ]                 |
| インディワイヤ批評家投票             | 2016年12月19日         | 女優賞                       | サンドラ・フラー                                                                 | 3位                    | [ 61 ]                 |
| インディワイヤ批評家投票             | 2016年12月19日         | 男優賞                       | ペーター・シモニシェック                                                         | 4位                    | [ 61 ]                 |
| インディワイヤ批評家投票             | 2016年12月19日         | 脚本賞                       | 『ありがとう、トニ・エルドマン』                                                 | 7位                    | [ 61 ]                 |
| ロンドン映画批評家協会               | 2017年1月22日          | 作品賞                       | 『ありがとう、トニ・エルドマン』                                                 | ノミネート             | [ 62 ]                 |
| ロンドン映画批評家協会               | 2017年1月22日          | 監督賞                       | マーレン・アデ                                                                   | ノミネート             | [ 62 ]                 |
| ロンドン映画批評家協会               | 2017年1月22日          | 男優賞                       | ペーター・シモニシェック                                                         | ノミネート             | [ 62 ]                 |
| ロンドン映画批評家協会               | 2017年1月22日          | 女優賞                       | サンドラ・フラー                                                                 | ノミネート             | [ 62 ]                 |
| ロンドン映画批評家協会               | 2017年1月22日          | 脚本賞                       | マーレン・アデ                                                                   | ノミネート             | [ 62 ]                 |
| ロンドン映画批評家協会               | 2017年1月22日          | 外国語映画賞                 | 『ありがとう、トニ・エルドマン』                                                 | 受賞                   | [ 62 ]                 |
| ロサンゼルス映画批評家協会           | 2016年12月4日          | 外国語映画賞                 | 『ありがとう、トニ・エルドマン』                                                 | 次点                   | [ 63 ]                 |
| 全米映画批評家協会                   | 2017年1月7日           | 主演女優賞                   | サンドラ・フラー                                                                 | 2位                    | [ 64 ]                 |
| 全米映画批評家協会                   | 2017年1月7日           | 外国語映画賞                 | 『ありがとう、トニ・エルドマン』                                                 | 受賞                   | [ 64 ]                 |
| ニューヨーク映画批評家協会           | 2016年12月1日          | 外国語映画賞                 | 『ありがとう、トニ・エルドマン』                                                 | 受賞                   | [ 65 ]                 |
| ニューヨーク映画批評家オンライン     | 2016年12月11日         | トップ12作品                 | 『ありがとう、トニ・エルドマン』                                                 | 受賞                   | [ 66 ]                 |
| オンライン映画批評家協会             | 2017年1月3日           | 非英語作品賞                 | 『ありがとう、トニ・エルドマン』                                                 | ノミネート             | [ 67 ]                 |
| パリッチ映画祭                       | 2016年7月22日          | ゴールデン・タワー作品賞     | マーレン・アデ                                                                   | 受賞                   | [ 68 ]                 |
| パームスプリングス国際映画祭         | 2017年1月15日          | FIPRESCI賞外国語映画賞       | 『ありがとう、トニ・エルドマン』                                                 | 受賞                   | [ 69 ]                 |
| サンフランシスコ映画批評家協会       | 2016年12月11日         | 外国語映画賞                 | 『ありがとう、トニ・エルドマン』                                                 | ノミネート             | [ 70 ] [ 71 ]          |
| サテライト賞                         | 2017年2月19日          | 外国語映画賞                 | 『ありがとう、トニ・エルドマン』                                                 | ノミネート             | [ 72 ]                 |
| セントルイス映画批評家協会           | 2016年12月18日         | 外国語映画賞                 | 『ありがとう、トニ・エルドマン』                                                 | ノミネート             | [ 73 ]                 |
| トロント映画批評家協会               | 2016年12月11日         | 作品賞                       | 『ありがとう、トニ・エルドマン』                                                 | 次点                   | [ 74 ]                 |
| トロント映画批評家協会               | 2016年12月11日         | 主演男優賞                   | ペーター・シモニシェック                                                         | 次点                   | [ 74 ]                 |
| トロント映画批評家協会               | 2016年12月11日         | 主演女優賞                   | サンドラ・フラー                                                                 | 受賞                   | [ 74 ]                 |
| トロント映画批評家協会               | 2016年12月11日         | 監督賞                       | マーレン・アデ                                                                   | 受賞                   | [ 74 ]                 |
| トロント映画批評家協会               | 2016年12月11日         | 脚本賞                       | マーレン・アデ                                                                   | 次点                   | [ 74 ]                 |
| トロント映画批評家協会               | 2016年12月11日         | 外国語映画賞                 | 『ありがとう、トニ・エルドマン』                                                 | 受賞                   | [ 74 ]                 |
| バンクーバー映画批評家協会           | 2016年12月20日         | 外国語映画賞                 | 『ありがとう、トニ・エルドマン』                                                 | 受賞                   | [ 75 ]                 |
| ワシントンD.C.映画批評家協会         | 2016年12月5日          | 外国語映画賞                 | 『ありがとう、トニ・エルドマン』                                                 | ノミネート             | [ 76 ]                 |
| 女性映画批評家協会                   | 2016年12月19日         | 女性外国映画賞               | 『ありがとう、トニ・エルドマン』                                                 | ノミネート             | [ 77 ]                 |

## リメイク
2017年2月7日、『バラエティ』はパラマウント映画がリメイク権を獲得してジャック・ニコルソンとクリステン・ウィグと契約し、アダム・マッケイ、ウィル・フェレル、ジェシカ・エルバウムがプロデューサーを務める予定であることを報じた。